# Панова, Регина Артуровна
Реги́на Арту́ровна Пано́ва (25 марта 1934, Москва, СССР — 30 декабря 2007, Йошкар-Ола, Марий Эл, Россия) — советский и российский библиотечный деятель. Основатель и первый директор Научной библиотеки Марийского государственного университета (1972—2005). Заслуженный работник культуры Российской Федерации (1998).

## Биография
Родилась 25 марта 1934 года в Москве.
В 1955 году окончила Московский библиотечный институт.
Начинала свой трудовой путь научно-техническим сотрудником во Всесоюзном институте научно-технической информации АН СССР в Москве, затем 13 лет работала в библиотеке Коломенского тепловозостроительного завода в Московской области. 
В 1969 году переехала в г. Йошкар-Олу Марийской АССР, до 1972 года — старший библиотекарь, заведующая справочно-библиографическим отделом Национальной библиотеки имени С. Г. Чавайна.
В 1972—2005 годах работала директором Научной библиотеки Марийского государственного университета. Также была председателем Художественного совета МарГУ, членом Межведомственного библиотечного совета Марийской ССР, лектором, преподавателем, способствовала открытию специальности библиотекаря в этом университете. В 2002 году вышла в свет её книга «Страницы истории научной библиотеки Марийского государственного университета (1972–2001 гг.)», в 2007 году издана книга «Записки директора» (посмертно).
В 1991 году ей присвоено почётное звание «Заслуженный работник культуры Марийской ССР», в 1998 году — звание «Заслуженный работник культуры Российской Федерации».
Замужем, супруг — заслуженный артист Республики Марий Эл В. И. Панов.
Ушла из жизни 30 декабря 2007 года в Йошкар-Оле. Похоронена на Туруновском кладбище г. Йошкар-Олы. 

## Признание заслуг
- Заслуженный работник культуры Российской Федерации (21.09.1998)[1][2] — за заслуги в области культуры и многолетнюю плодотворную работу[5]
- Заслуженный работник культуры Марийской ССР (1991)[1][2]

## Память
- С 2008 года её имя носит Научная библиотека Марийского государственного университета[1][2].
- С 2009 года в память о ней в Марийском государственном университете проводится Региональная научно-практическая конференция «Пановские чтения»[4][6].